# Европско првенство у кошарци 2015 — Група Б
Група Б на Европском првенству у кошарци 2015. је играла своје утакмице између 5. и 10. септембра 2015. Све утакмице ове групе су одигране у Мерцедес-Бенц арени, Берлин, Немачка.
У овој групи су се такмичиле репрезентације Исланда, Турске, Шпаније, Србије, Италије и Немачке. Даље су прошле репрезентације Србије, Шпаније, Италије и
Турске.

## 5. септембар

### Немачка — Исланд
| 5. септембар 15:00 | Извештај | Немачка                                                                    | 71 : 65 | Исланд                               | Мерцедес Бенз Арена, Берлин Гледаоци: 12.500 Судије: Сретен Радовић , Аре Халико , Милош Кољенсић |  |
| 5. септембар 15:00 | Извештај | Четвртине: 20:14, 21:12, 18:17, 12:22                                      |         |                                      | Мерцедес Бенз Арена, Берлин Гледаоци: 12.500 Судије: Сретен Радовић , Аре Халико , Милош Кољенсић |  |
| 5. септембар 15:00 | Извештај | Поени: Новицки, Шредер 15 Скокови: Новицки, Ципсер 7 Асистенције: Шредер 4 |         | Стефансон 23 Берингсон 8 Стефансон 5 | Мерцедес Бенз Арена, Берлин Гледаоци: 12.500 Судије: Сретен Радовић , Аре Халико , Милош Кољенсић |  |

### Шпанија — Србија
| 5. септембар 18:00 | Извештај | Шпанија                                                   | 70 : 80 | Србија                             | Мерцедес Бенз Арена, Берлин Гледаоци: 9.750 Судије: Кристоф Кристодолоу , Сергиј Зачук , Роберт Виклички |  |
| 5. септембар 18:00 | Извештај | Четвртине: 21:11, 15:23, 16:28, 18:18                     |         |                                    | Мерцедес Бенз Арена, Берлин Гледаоци: 9.750 Судије: Кристоф Кристодолоу , Сергиј Зачук , Роберт Виклички |  |
| 5. септембар 18:00 | Извештај | Поени: П. Гасол 16 Скокови: Миротић 10 Асистенције: Љуљ 6 |         | Бјелица 23 Бјелица 10 Богдановић 5 | Мерцедес Бенз Арена, Берлин Гледаоци: 9.750 Судије: Кристоф Кристодолоу , Сергиј Зачук , Роберт Виклички |  |

### Италија — Турска
| 5. септембар 21:00 | Извештај | Италија                                                         | 87 : 89 | Турска                            | Мерцедес Бенз Арена, Берлин Гледаоци: 10.760 Судије: Борис Рижњик , Сашо Петек , Томаш Јашевичијус |  |
| 5. септембар 21:00 | Извештај | Четвртине: 13:26, 29:25, 19:15, 26:23                           |         |                                   | Мерцедес Бенз Арена, Берлин Гледаоци: 10.760 Судије: Борис Рижњик , Сашо Петек , Томаш Јашевичијус |  |
| 5. септембар 21:00 | Извештај | Поени: Галинари 33 Скокови: три играча 5 Асистенције: Ђентиле 5 |         | Ерден 22 Ерден 8 Гулер, Мухамед 9 | Мерцедес Бенз Арена, Берлин Гледаоци: 10.760 Судије: Борис Рижњик , Сашо Петек , Томаш Јашевичијус |  |

## 6. септембар

### Србија — Немачка
| 6. септембар 15:00 | Извештај | Србија                                                                           | 68 : 66 | Немачка                               | Мерцедес Бенз Арена, Берлин Гледаоци: 13.050 Судије: Борис Рижњик , Аре Халико , Томаш Јашевичијус |  |
| 6. септембар 15:00 | Извештај | Четвртине: 19:18, 20:20, 11:10, 18:18                                            |         |                                       | Мерцедес Бенз Арена, Берлин Гледаоци: 13.050 Судије: Борис Рижњик , Аре Халико , Томаш Јашевичијус |  |
| 6. септембар 15:00 | Извештај | Поени: Бјелица 12 Скокови: Кузмић, Недовић 7 Асистенције: Богдановић, Теодосић 4 |         | Новицки, Плајс 15 Новицки 10 Шредер 6 | Мерцедес Бенз Арена, Берлин Гледаоци: 13.050 Судије: Борис Рижњик , Аре Халико , Томаш Јашевичијус |  |

### Исланд — Италија
| 6. септембар 18:00 | Извештај | Исланд                                                         | 64 : 71 | Италија                          | Мерцедес Бенз Арена, Берлин Гледаоци: 4.100 Судије: Кристос Кристодулу , Серги Зашук , Игор Митровски |  |
| 6. септембар 18:00 | Извештај | Четвртине: 21:22, 16:19, 11:11, 16:19                          |         |                                  | Мерцедес Бенз Арена, Берлин Гледаоци: 4.100 Судије: Кристос Кристодулу , Серги Зашук , Игор Митровски |  |
| 6. септембар 18:00 | Извештај | Поени: Палсон 17 Скокови: Берингсон 7 Асистенције: Стефансон 6 |         | Ђентиле 21 Галинари 10 Ђентиле 4 | Мерцедес Бенз Арена, Берлин Гледаоци: 4.100 Судије: Кристос Кристодулу , Серги Зашук , Игор Митровски |  |

### Турска — Шпанија
| 6. септембар 21:00 | Извештај | Турска                                                              | 77 : 104 | Шпанија                          | Мерцедес Бенз Арена, Берлин Гледаоци: 6.750 Судије: Сретен Радовић , Сашо Петек , Милош Кољенсић |  |
| 6. септембар 21:00 | Извештај | Четвртине: 18:24, 20:30, 18:27, 21:23                               |          |                                  | Мерцедес Бенз Арена, Берлин Гледаоци: 6.750 Судије: Сретен Радовић , Сашо Петек , Милош Кољенсић |  |
| 6. септембар 21:00 | Извештај | Поени: Иљасова 15 Скокови: Осман, Саваш 4 Асистенције: три играча 2 |          | Гасол 21 Гасол 7 Родригез, Љуљ 5 | Мерцедес Бенз Арена, Берлин Гледаоци: 6.750 Судије: Сретен Радовић , Сашо Петек , Милош Кољенсић |  |

## 8. септембар

### Србија — Исланд
| 8. септембар 14:30 | Изветшај | Србија                                                                      | 93 : 64 | Исланд                                        | Мерцедес Бенз Арена, Берлин Гледаоци: 2.800 Судије: Сретен Радовић , Роберт Виклички , Игор Митровски |  |
| 8. септембар 14:30 | Изветшај | Четвртине: 24:16, 18:16, 25:16, 26:16                                       |         |                                               | Мерцедес Бенз Арена, Берлин Гледаоци: 2.800 Судије: Сретен Радовић , Роберт Виклички , Игор Митровски |  |
| 8. септембар 14:30 | Изветшај | Поени: Недовић 15 Скокови: Богдановић 7 Асистенције: Богдановић, Теодосић 6 |         | Гунарсон 18 Сигурдарсон 6 Стефансон, Палсон 4 | Мерцедес Бенз Арена, Берлин Гледаоци: 2.800 Судије: Сретен Радовић , Роберт Виклички , Игор Митровски |  |

### Немачка — Турска
| 8. септембар 17:45 | Извештај | Немачка                                                           | 75 : 80 | Турска                     | Мерцедес Бенз Арена, Берлин Гледаоци: 13.050 Судије: Кристос Кристодулу , Серги Зашук , Милош Кољенсић |  |
| 8. септембар 17:45 | Извештај | Четвртине: 11:31, 13:10, 19:19, 32:20                             |         |                            | Мерцедес Бенз Арена, Берлин Гледаоци: 13.050 Судије: Кристос Кристодулу , Серги Зашук , Милош Кољенсић |  |
| 8. септембар 17:45 | Извештај | Поени: Шредер 24 Скокови: Новицки, Шредер 5 Асистенције: Шредер 6 |         | Осман 17 Ерден 9 Мухамед 5 | Мерцедес Бенз Арена, Берлин Гледаоци: 13.050 Судије: Кристос Кристодулу , Серги Зашук , Милош Кољенсић |  |

### Шпанија — Италија
| 8. септембар 21:00 | Извештај | Шпанија                                              | 98 : 105 | Италија                           | Мерцедес Бенз Арена, Берлин Гледаоци: 4.400 Судије: Борис Рижњик , Сашо Петек , Аре Халико |  |
| 8. септембар 21:00 | Извештај | Четвртине: 20:19, 25:23, 18:31, 35:32                |          |                                   | Мерцедес Бенз Арена, Берлин Гледаоци: 4.400 Судије: Борис Рижњик , Сашо Петек , Аре Халико |  |
| 8. септембар 21:00 | Извештај | Поени: Гасол 34 Скокови: Гасол 10 Асистенције: Љуљ 9 |          | Галинари 27 Галинари 8 Белинели 7 | Мерцедес Бенз Арена, Берлин Гледаоци: 4.400 Судије: Борис Рижњик , Сашо Петек , Аре Халико |  |

## 9. септембар

### Турска — Србија
| 9. септембар 14:30 | Извештај | Турска                                                  | 72 : 91 | Србија                                     | Мерцедес Бенз Арена, Берлин Гледаоци: 4.400 Судије: Борис Рижњик , Серги Зашук , Томаш Јашевичијус |  |
| 9. септембар 14:30 | Извештај | Четвртине: 14:30, 21:23, 24:18, 13:20                   |         |                                            | Мерцедес Бенз Арена, Берлин Гледаоци: 4.400 Судије: Борис Рижњик , Серги Зашук , Томаш Јашевичијус |  |
| 9. септембар 14:30 | Извештај | Поени: Мухамед 16 Скокови: Осман 9 Асистенције: Гулер 6 |         | Радуљица 20 Кузмић, Радуљица 6 Теодосић 13 | Мерцедес Бенз Арена, Берлин Гледаоци: 4.400 Судије: Борис Рижњик , Серги Зашук , Томаш Јашевичијус |  |

### Италија — Немачка
| 9. септембар 17:45 | Извештај | Италија                                                                       | 89 : 82 | Немачка                       | Мерцедес Бенз Арена, Берлин Гледаоци: 13.050 Судије: Кристос Кристодулу , Сретен Радовић , Милош Кољенсић |  |
| 9. септембар 17:45 | Извештај | Четвртине: 17:22, 25:20, 12:18, 22:17, 13:6                                   |         |                               | Мерцедес Бенз Арена, Берлин Гледаоци: 13.050 Судије: Кристос Кристодулу , Сретен Радовић , Милош Кољенсић |  |
| 9. септембар 17:45 | Извештај | Поени: Галинари 25 Скокови: Галинари, Арадори 9 Асистенције: Ђентиле, Хакет 4 |         | Шредер 29 Новицки 10 Шредер 7 | Мерцедес Бенз Арена, Берлин Гледаоци: 13.050 Судије: Кристос Кристодулу , Сретен Радовић , Милош Кољенсић |  |

### Исланд — Шпанија
| 9. септембар 21:00 | Извештај | Исланд                                                            | 73 : 99 | Шпанија                                     | Мерцедес Бенз Арена, Берлин Гледаоци: 4.000 Судије: Сашо Петек ,Роберт Вуклицки , Игор Митровски |  |
| 9. септембар 21:00 | Извештај | Четвртине: 16:20, 20:21, 19:33, 18:25                             |         |                                             | Мерцедес Бенз Арена, Берлин Гледаоци: 4.000 Судије: Сашо Петек ,Роберт Вуклицки , Игор Митровски |  |
| 9. септембар 21:00 | Извештај | Поени: Стефансон 17 Скокови: Берингсон 8 Асистенције: Стефансон 6 |         | Миротић 22 Гасол 7 Родригез, Сан Еметерио 6 | Мерцедес Бенз Арена, Берлин Гледаоци: 4.000 Судије: Сашо Петек ,Роберт Вуклицки , Игор Митровски |  |

## 10. септембар

### Србија — Италија
| 10. септембар 14:30 | Извештај | Србија                                                        | 101 : 82 | Италија                        | Мерцедес Бенз Арена, Берлин Гледаоци: 4.185 Судије: Кристос Кристодулу , Серги Зашук , Сашо Петек |  |
| 10. септембар 14:30 | Извештај | Четвртине: 25:19, 23:21, 26:19, 27:23                         |          |                                | Мерцедес Бенз Арена, Берлин Гледаоци: 4.185 Судије: Кристос Кристодулу , Серги Зашук , Сашо Петек |  |
| 10. септембар 14:30 | Извештај | Поени: Теодосић 26 Скокови: Бјелица 8 Асистенције: Теодосић 8 |          | Ђентиле 19 Арадори 6 Ђентиле 6 | Мерцедес Бенз Арена, Берлин Гледаоци: 4.185 Судије: Кристос Кристодулу , Серги Зашук , Сашо Петек |  |

### Немачка — Шпанија
| 10. септембар 17:45 | Извештај | Немачка                                                  | 76 : 77 | Шпанија                      | Мерцедес Бенз Арена, Берлин Гледаоци: 13.050 Судије: Сретен Радовић , Борис Рижњик , Милош Кољенсић |  |
| 10. септембар 17:45 | Извештај | Четвртине: 20:18, 18:23, 10:19, 28:17                    |         |                              | Мерцедес Бенз Арена, Берлин Гледаоци: 13.050 Судије: Сретен Радовић , Борис Рижњик , Милош Кољенсић |  |
| 10. септембар 17:45 | Извештај | Поени: Шредер 26 Скокови: Плајс 10 Асистенције: Шредер 7 |         | Родригез 19 Гасол 11 Гасол 6 | Мерцедес Бенз Арена, Берлин Гледаоци: 13.050 Судије: Сретен Радовић , Борис Рижњик , Милош Кољенсић |  |

### Турска — Исланд
| 10. септембар 21:00 | Извештај | Турска                                                              | 111 : 102 | Исланд                                 | Мерцедес Бенз Арена, Берлин Гледаоци: 3.850 Судије: Роберт Вуклицки , Томаш Јашевичијус , Аре Халико |  |
| 10. септембар 21:00 | Извештај | Четвртине: 29:22, 18:25, 27:20, 17:24, 20:11                        |           |                                        | Мерцедес Бенз Арена, Берлин Гледаоци: 3.850 Судије: Роберт Вуклицки , Томаш Јашевичијус , Аре Халико |  |
| 10. септембар 21:00 | Извештај | Поени: Мухамед 28 Скокови: Мухамед 12 Асистенције: Иљасова, Осман 6 |           | Сигурдарсон 22 Берингсон 8 Стефансон 8 | Мерцедес Бенз Арена, Берлин Гледаоци: 3.850 Судије: Роберт Вуклицки , Томаш Јашевичијус , Аре Халико |  |

## Табела
| Табела групе Б | ОУ | П | ПО | КД  | КП  | КР  | Бод |
| -------------- | -- | - | -- | --- | --- | --- | --- |
| Србија         | 5  | 5 | 0  | 433 | 354 | +79 | 10  |
| Шпанија        | 5  | 3 | 2  | 448 | 411 | +37 | 8   |
| Италија        | 5  | 3 | 2  | 434 | 434 | 0   | 8   |
| Турска         | 5  | 3 | 2  | 429 | 459 | -30 | 8   |
| Немачка        | 5  | 1 | 4  | 370 | 379 | -9  | 6   |
| Исланд         | 5  | 0 | 5  | 368 | 445 | -77 | 5   |